# Shunt circulatoire pulmonaire vers systémique
Un shunt circulatoire pulmonaire vers systémique est un shunt cardiaque qui permet, ou est conçu pour faire circuler le sang de la circulation pulmonaire vers la circulation systémique,. Cela se produit lorsque :
1. il y a un passage entre deux ou plusieurs des grands vaisseaux ; et ,
2. la pression pulmonaire est supérieure à la pression systémique et/ou le shunt présente une ouverture valvulaire unidirectionnelle.

Un shunt systémo-pulmonaire fonctionne comme suit :
1. de droite à gauche en l’absence de discordance artério-ventriculaire.
2. de gauche à droite si les gros vaisseaux sont transposés[3].